# Sturmführer
Sturmführer (allemand pour « meneur d'assaut ») était un grade paramilitaire du parti nazi qui a commencé comme un titre utilisé par la Sturmabteilung (SA) en 1925 et est devenu un grade SA réel en 1928.
Les origines de ce grade remontent à la Première Guerre mondiale, lorsque le titre de Sturmführer était utilisé par les chefs des troupes de choc et des compagnies d'action spéciale allemandes.
En 1930, le Sturmführer est devenu le grade d'officier le moins élevé de plusieurs organisations paramilitaires du parti nazi, y compris les SA. Le titre a également été utilisé comme grade SS jusqu'en 1934, lorsque, après la nuit des Longs Couteaux, les SS ont renommé le grade d'Untersturmführer, équivalent à celui de Leutnant (sous-lieutenant) dans l'armée allemande. Parmi les autres variantes du Sturmführer, on trouve l’Obersturmführer et le Hauptsturmführer, grades équivalents respectivement à ceux de Oberleutnant (lieutenant) et de Hauptmann (capitaine) de l'armée. 

## Insignes

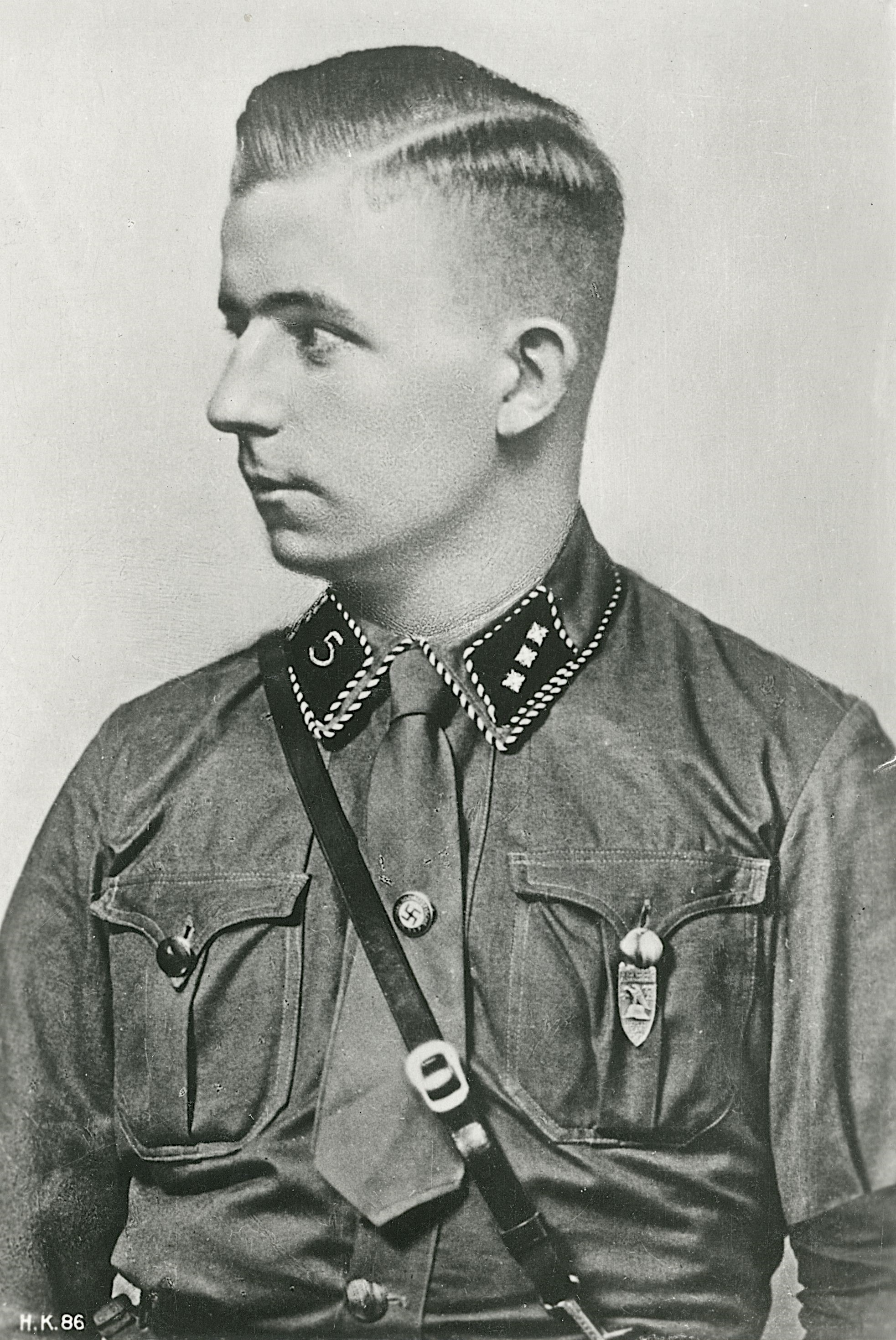
Horst Wessel en uniforme de Sturmführer.
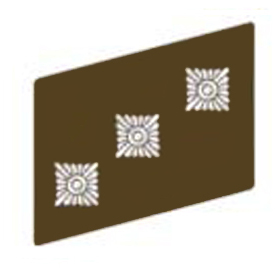
Patte de col de Sturmführer de la SA.
Patte de col de Sturmführer du Nationalsozialistisches Kraftfahrkorps.